# ميريديث إيتون
ميريديث إيتون (بالإنجليزية: Meredith Eaton)‏ هي محامية ونفسانية وممثلة أمريكية، ولدت في 26 أغسطس 1974 بلونغ آيلند في الولايات المتحدة.

## أعمال

### أفلام
- (2011) نشاط خارق 3[4][5]

### مسلسلات
- إن سي آي إس
- نيو أورليانز
- دارما وغريغ
- التحقيق في موقع الجريمة
- هاوس

## وصلات خارجية
- ميريديث إيتون على موقع IMDb (الإنجليزية)
- ميريديث إيتون على موقع ألو سيني (الفرنسية)
- ميريديث إيتون على موقع أول موفي (الإنجليزية)
- ميريديث إيتون على موقع إن إن دي بي (الإنجليزية)
- ميريديث إيتون على موقع قاعدة بيانات الفيلم (الإنجليزية)
- ميريديث إيتون على موقع كينوبويسك (الروسية)